# スッピンと涙。
「スッピンと涙。」（すっぴんとなみだ）は、後藤真希の13枚目のシングル。2005年7月6日発売。

## 解説
前作から7か月のシングルであり、2005年唯一のシングル。KANが初めて楽曲提供した。

## タイアップ
2005年当時、所属事務所の先輩であった相田翔子が主演したNHK連続ドラマ『七色のおばんざい』エンディングテーマ。

## 収録曲
全作詞：つんく
1. スッピンと涙。
作曲：KAN　編曲：鈴木俊介　ストリングスアレンジ：つんく&鈴木俊介
2. もしも終わりがあるのなら
作曲：つんく　編曲：AKIRA
3. スッピンと涙。 (Instrumental)

## 参加ミュージシャン
スッピンと涙。
- プログラミング&ギター&ベース：鈴木俊介
- ピアノ：KAN

もしも終わりがあるのなら
- プログラミング：AKIRA
- コーラス：後藤真希・AKIRA